# I. e. 508
Évszázadok: i. e. 7. század – i. e. 6. század – i. e. 5. század
Évtizedek: i. e. 550-es évek – i. e. 540-es évek – i. e. 530-as évek – i. e. 520-as évek – i. e. 510-es évek – i. e. 500-as évek – i. e. 490-es évek – i. e. 480-as évek – i. e. 470-es évek – i. e. 460-as évek – i. e. 450-es évek
Évek: i. e. 513 – i. e. 512 – i. e. 511 – i. e. 510 –  i. e. 509 – i. e. 508 – i. e. 507 – i. e. 506 – i. e. 505 – i. e. 504 – i. e. 503

## Események
- A 68. olümpiai játékok
- Kleiszthenész alkotmánya Athénban, a demokrácia bevezetése
- Athén szerződést köt a perzsákkal
- Római consulok: Publius Valerius Publicola és Titus Lucretius Tricipitinus